# Ernst Francke
Ernst Francke (* 10. November 1852 in Coburg; † 23. Dezember 1921 in Freiburg im Breisgau) war ein deutscher liberaler Journalist, Staatswissenschaftler und Sozialpolitiker.

## Leben
Ernst Francke war Sohn des Politikers Carl Philipp Francke und dessen Ehefrau Amalie (geb. Niebuhr). Er war verheiratet mit Emma Francke (geb. Mayer). Er studierte Philosophie, Naturwissenschaften und Volkswirtschaftslehre, brach das Studium aber ohne Abschluss ab. Danach war Francke zunächst Hauslehrer in Sankt Petersburg, ehe er ab 1877 als Journalist arbeitete. Ab 1881 war er Chefredakteur der Münchener Neuesten Nachrichten. In den folgenden zwölf Jahren, in denen er die Zeitung leitete, entwickelte sich diese zum führenden Blatt in Süddeutschland.
In diese Zeit fiel auch seine Begegnung mit Lujo Brentano. Durch diesen entwickelte sich bei Francke das Interessen an der Sozialpolitik. Nach Abschluss seines neu aufgenommenen Studiums promovierte Francke 1893 auch bei Brentano zum Dr oec publ.
Auf den Rat von Gustav Schmoller wurde Francke 1897 von Hans Hermann von Berlepsch mit der Herausgeberschaft der Zeitschrift Soziale Praxis betraut. Diese war eines der zentralen Publikationen der bürgerlichen Sozialreform im Kaiserreich. Die Aufgabe als Herausgeber behielt Francke bis zu seinem Tod.
Im Jahr 1901 waren Berlepsch und Francke die Gründer der Gesellschaft für soziale Reform. Francke wurde Generalsekretär der Organisation. Diese hatte 1918 immerhin 4,5 Millionen Mitglieder. Viele davon waren allerdings über andere Organisationen korporative Mitglieder.
Daneben publizierte Francke auch im Sinne eines nationalen Liberalismus etwa für die Außenpolitik von Bernhard von Bülow oder für die Flottenpolitik.
Während des Ersten Weltkrieges war er Vorsitzender des im Gegensatz zur extrem nationalistischen Vaterlandspartei entstandenen gemäßigten Volksbundes für Freiheit und Vaterland. Insbesondere während des Ersten Weltkrieges setzte er sich für die Gleichberechtigung der Arbeiter ein. Im Oktober 1918 wurde ihm der Posten des neu geschaffenen Reichsarbeitsministers angeboten. Francke lehnte ab, weil er meinte, die Regierung sollte auf parlamentarischer Grundlage bestehen und sich nicht aus Fachministern zusammensetzen.
Nach der Novemberrevolution gehörte Francke zu den Mitbegründern der Deutschen Demokratischen Partei. Er war Mitglied im Vorläufigen Reichswirtschaftsrat und in der ersten Sozialisierungskommission.